# 埤頭 (彰化縣大字)
埤頭，是臺灣彰化縣埤頭鄉的一個傳統地域名稱，位於該鄉東北部。相較於今日行政區，其範圍大致包括埤頭村、興農村東南半部、和豐村西大半部。

## 歷史
台灣清治末期至日治初期，埤頭地區為一街庄，稱為「埤頭庄」，隸屬於東螺西堡。該庄西北與周厝崙庄為鄰，東北及東與海豐崙庄、溪仔頂庄、北勢藔庄為鄰，東南邊為番仔埔庄，南邊一小段與牛稠仔庄為界，西南邊為連交厝庄，西邊為小埔心庄、崙仔庄。
1901年（日治明治三十四年）11月，全台廢縣廳改設二十廳，該庄隸屬於彰化廳。1903年（明治三十六年）6月，該庄編入「小埔心區」，隸屬於彰化廳。1909年（明治四十二年）10月，合併二十廳為十二廳，小埔心區改隸屬於臺中廳。1920年（大正九年），廢廳、支廳、區、街庄（舊制）改設州、郡、街庄（新制）、大字，該庄改制為「埤頭」大字，隸屬於臺中州北斗郡埤頭庄。
戰後埤頭庄改制為埤頭鄉，隸屬於臺中縣，大字亦改制為村。1950年10月，中、彰、投分治，埤頭鄉改隸屬彰化縣。

## 聚落
本地區發展較早的聚落有埤頭、王厝、謝厝、埔尾等，在日治期初期的官方地圖上已有記載。此外，本地區尚有七號聚落。

## 交通
國道1號又稱「中山高速公路」，是貫穿台灣西部的兩條縱向高速公路之一，大致以北北東—南南西走向蜿蜒經過埤頭地區東南部。南鄰番子埔境內設有北斗交流道，可與其北側經過本地區的縣道150號以引道相連，並與其南側的鄉道彰183線、縣道152號、省道台1線以溪州連絡道相連。由此可快速前往國道1號沿線各地。
省道台19線（東環路三段～二段）又稱「中央公路」，是彰化至台南永康的幹道，其繞過埤頭市區（小埔心）的東側外環道大致以西北—東南走向繞大彎轉北北東—南南西走向經過本地區西部近邊界地帶。由該道路向西北轉北北東可前往溪湖、埔鹽、福興東南端、秀水等地，向南南西繞大彎轉西微北再轉西南可前往竹塘、二崙、崙背、土庫西北端、褒忠等地。
縣道150號（斗苑東路）是芳苑至南投的道路，大致以西北西—東南東走向由本地區西部邊界南側入境，經省道台19線路口後，於埔尾聚落轉東南微北，經國道1號高架橋下及其兩側之北斗交流道引道後出境。由該道路向西北西可前往埤頭市區（小埔心）、二林、芳苑並止於省道台17線舊線路口，向東南微北可前往北斗、田中、名間西北部、南投等地。
鄉道彰130線（埤頭路）是相思橋至埤頭的道路，其東側端點位於埤頭聚落西北側的鄉道彰148線路口。由此向北北西轉北北東，過圳道興農橋後與鄉道彰151線共線，出境後轉西北微北，獨行後可前往周厝崙東北半部、大排沙北部並止於其西北側的鄉道彰129線路口。
鄉道彰148線（東環路三段、埤周路、復興巷、福德路、埔尾路）是東勢至埔尾的道路，其東側端點位於本地區中部偏東南的縣道150號路口。由此向北轉北北西再轉西北西，至埤頭聚落蜿蜒穿越，經鄉道彰152線路口、彰130線終點路口後，至位於本地區西部邊界北側的省道台19線路口轉西北與其共線，經鄉道彰151線路口出境後，可前往崙子與周厝崙交界地帶、大排沙的東勢聚落並止於鄉道彰133-1線路口。
鄉道彰151線是三角子至埤頭的道路，大致以北北東－南南西走向由本地區北部邊界中央略偏西處與鄉道彰130線共線入境，過圳道興農橋後路口轉北北西沿圳道南岸獨行，至路口轉西南再回到邊界並沿邊界線而行，至本地區極西點經省道台19線路口轉南南西並出境。由該道路向北北東轉北北西再轉東北獨行後可經周厝崙東部前往海豐崙西端、西勢厝東南部並止於其北側邊界地帶的鄉道彰141線路口，向南南西可前往崙子東部並止於省道台19線舊線（彰水路四段、三段）路口。
鄉道彰152線（稻香路）是海豐崙至小埔心的道路，大致以東北—西南走向由本地區東北部入境後蜿蜒而行，至埤頭聚落經西側繞半圓而過並經過鄉道彰148線路口，至聚落南側轉南南西，經縣道150號路口後轉西南微南，於經省道台19線路口後轉西南西出境。由該道路向東北可前往溪子頂西端、溪子頂與海豐崙交界地帶並止於鄉道彰141線路口，向西南西轉西可前往連交厝、小埔心東部近邊界地帶並止於省道台19線舊線（彰水路三段）路口。
鄉道彰187線（芙朝路）是埤頭村至芙朝的道路，其北側端點位於本地區南部的縣道150號路口。由此向南微東至邊界處轉西南再轉南出境後，可前往番子埔與牛稠子交界地帶、牛稠子（芙朝）並止於鄉道彰183線路口。

## 學校
- 埤頭國小